# Sant'Angelo Romano
Sant'Angelo Romano é uma comuna italiana com cerca de de 4.028 habitantes, da província de Roma, que localiza-se em um dos picos das montanhas Cornicolani (Monte Patulo). O castelo, recentemente restaurado, foi declarado "Propriedade da Humanidade" da UNESCO. 

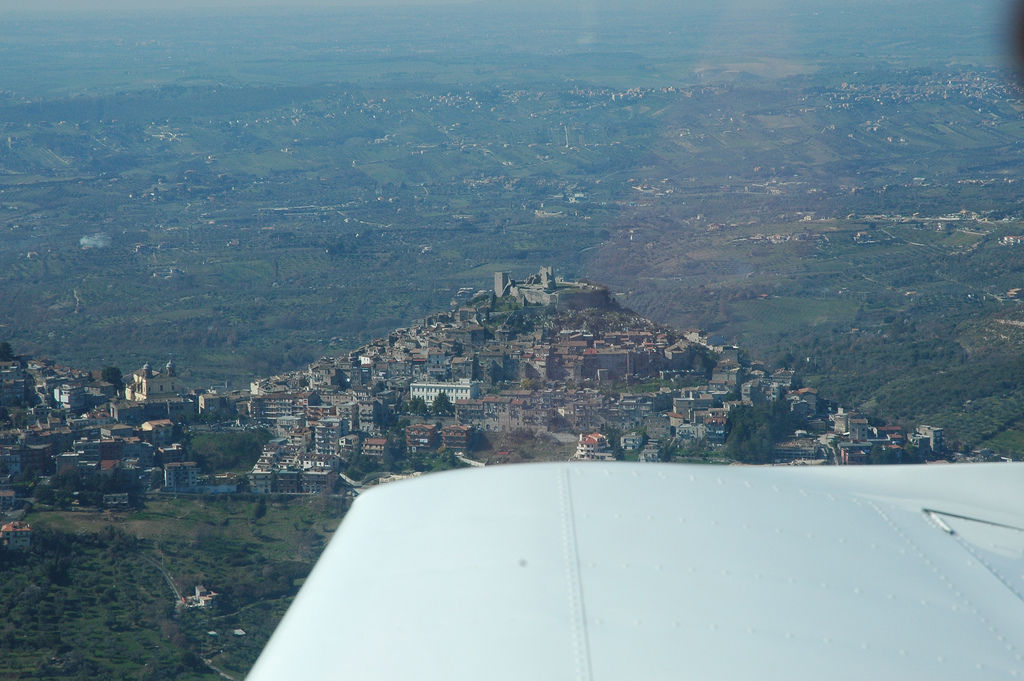
Sant'Angelo Romano - Vista de cima.

.

## Geografia e História
Sant'Angelo Romano encontra-se no Monte Patulo, por volta de 400 metros acima do nível do mar. Teve seu atual nome em homenagem a São Miguel Arcanjo.
A Itália encontrou que em 1174 a.C., Sant'Angelo Romano tinha o nome de Medullia.
Sobre o pico mais alto, situava-se uma antiga fortaleza romana, talvez mesmo, utilizada como cadeia. Com a queda do Império Romano, o local tornou-se um refúgio para muitos habitantes das vilas romanas das proximidades.
Posteriormente a partir do fim da fortaleza, a cidade ficou por volta do século XI, cercada por muralhas. Ela pertencia primeiro a Capoccia, depois, a Orsini, que fez dela um castelo fortificado. Em 1594, a luta foi comprada por Federico Cesi, e foi neste período que Sant'Angelo conheceu o seu período de esplendor.
Em 1612, o Papa fez um principado com a ajuda de Cesi. Em 1678 o castelo foi vendido para a Borghese. Em 1886 o país assumiu o nome atual.
Em 1989, a comuna adqüiriu (comprou) o castelo, e em 1993 deu-se início à restauração e renovação do castelo para a abertura ao público.
Os patronos da cidade são: São Brás e Santa Liberata.

## Demografia
| Variação demográfica do município entre 1861 e 2011                               |
|                                                                                   |
| Fonte: Istituto Nazionale di Statistica (ISTAT) - Elaboração gráfica da Wikipedia |

## Monumentos e Lugares de Interesse

### Castelo Orsini-Cesi-Borghese
Inicialmente, o castelo foi propriedade de Capocci e, em seguida, a partir de 1379 pelo Cardeal Orsini (Que estavam em perpétua luta com as famílias Colonna, Savelli di Palombara e Odescalchi, e até ao final de 1500 com Federico Cesi).
Em 1660, o castelo vira propriedade de Borghese, e neste mesmo período resulta ao início de um inexorável declínio.
No século XIX, o castelo apoia a ocupação garibaldina para a unidade da Itália, sucessivamente durante a Segunda Guerra Mundial dos alemães.
Em seguida foi adquirido pelo município e restaurado.
O castelo Orsini-Cesi-Borghese saúda o museu pré-histórico e proto-histórico no território tiberino-cornicolano. O castelo e o museu estão abertos para visistas, aos finais de semana.
O castelo é sede de eventos, congressos e conferências, e é um local de desenvolvimento cultural através de eventos teatrais, exposições, música, entre outros.

### As Igrejas
- A igreja de San Biagio Vescovo e Martire: Esta igreja foi construída em detrimento da antiga igreja paroquial da Beata Vergine Maria degli Angele, com a consagração em 19 de junho de 1759, com posteriores restaurações (1863 e 1976). O interior é constituído por cinco altares principais e capelas laterais dedicadas à: San Giuseppe, San Francesco di Paola, Madonna di Pompei, Anime del Purgatorio e a Cristo Salvatore. Há mantida também uma imagem da Beata Vergine, de 1522 feita pelo F. Barocci e um tríptico do século XV, atribuída a Antoniozzo Romano.
- A Igreja de Santa Liberata: Esta igreja é do século XIV, ela encontrava-se a 500 metros do centro da cidade, mas hoje, ela faz parte de Sant'Angelo. Foi restaurada em 1695, e em 1737 foi estendida anexando-a em conjunto ao convento por Giovanni da Evora. No interior há um coro de madeira do século XVIII, de Antoniozzo Romano.
- A igreja de San Michele: A tradição local que tem, foi consagrada pelo Papa Eugênio III. Segundo várias datas, a igreja original encontrava-se em outro local mais distante, mas não foi não tão bem identificado. É certo, contudo, que a torre foi inaugurada em 10 de abril de 1677 pelo bispo de Tivoli. A utilidade da igreja até o início do século XX, foi para a celebração de enterros e ritos fúnebres. Em 1867 a igreja foi usada por Garibaldi como dormitório. Foi restaurado em 1935 e 1997. Em seu interior encontra-se uma pintura a óleo e uma estátua do Arcangelo Michele.

### Os arredores de Sant'Angelo Romano
Perto está o abismo cárstico do Merlo (também conhecido como o Poço de Merro), localizado na Bosco della Gattaceca, local que possui a profundidade de uma lagoa.
De interesse, é também o parque urbano da Grotta Cerqueta. Sua floresta tem uma área de aproximadamente 30-35 hectares, e situa-se em uma colina de calcário. Possui três dolinas cársticas e uma caverna, o que dá o nome à floresta. Em 1971, esta floresta foi incluída na lista de biótipos de superior interesse vegetacional elaborado pela Sociedade Botânica Italiana.

## Festivais Municipais
- 17 de Janeiro: Festa de Santo António Abate;
- 3 de fevereiro: Festa de São Brás;
- Terceiro Domingo de Maio: Celebrãção em honra ao padroeiro São Miguel Arcanjo e à Santa Liberata, com o festival de cerejas;
- 13 de Junho: Festa de Santo Antônio de Pádua;
- Segundo Domingo de Julho: Festival de Folclore;
- Julho-Agosto: Verão de Sant'Angelo Romano;
- Primeiro Domingo de Agosto: Festival de Strengozzo (Tipo de massas feitas com ovos e farinha, temperada com feijão);
- Primeiro Domingo de Setembro: Festa da Pizza Frita.

## Curiosidades
Sant'Angelo Romano faz parte de uma união de ao todo 18 comunas na província italiana de Roma, que integram a Comunità Montana dei Monti Sabini, Tiburtini, Cornicolani e Prenestini.
Estas uniões são normalmente fundadas pelas pequenas comunas, que ao menos parcialmente em regiões de montanha, a fim de combinar, formam-se ao redor de uma tarefa de administrar e fortalecer o marketing da região para o turismo.
No Conselho da Associação, cada comuna é representada por três deputados. 
O território da Comunità Montana dei Monti Sabini, Tiburtini, Cornicolani e Prenestini abrange as ladeiras da Cordilheira dos Apeninos ao redor da comune de Tivoli (não-membro da associação).
A Comunità abrange as seguintes comunas:
- Capranica Prenestina,
- Casape,
- Castel Madama,
- Castel San Pietro Romano,
- Ciciliano,
- Marcellina,
- Monteflavio,
- Montorio Romano,
- Moricone,
- Nerola,
- Palombara Sabina,
- Pisoniano,
- Poli,
- Rocca di Cave,
- Sant'Angelo Romano,
- San Gregorio da Sassola,
- San Polo dei Cavalieri,
- San Vito Romano.

## Informações Gerais
- Prefeito = Mario Mascetti, desde Junho de 2009
- População: 4.028, porém apenas 2.730 santangeleses
- Altura: 400 m
- Distância de Roma: 31 km
- Via de Acesso: A24, Tiburtina, Palombarese
- Telefone Da Comune = 0774 420002 / 0774 420547
- E-mail da Comune = comunesar@tiscali.it

## Ligações Externas
- Eventi e manifestazioni a Sant'Angelo Romano
- IX Comunita montana del Lazio